# 东直门
39°56′24″N 116°26′08″E / 39.940001°N 116.435462°E

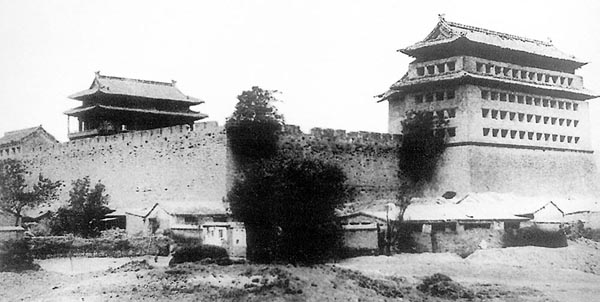
1908年的东直门城楼

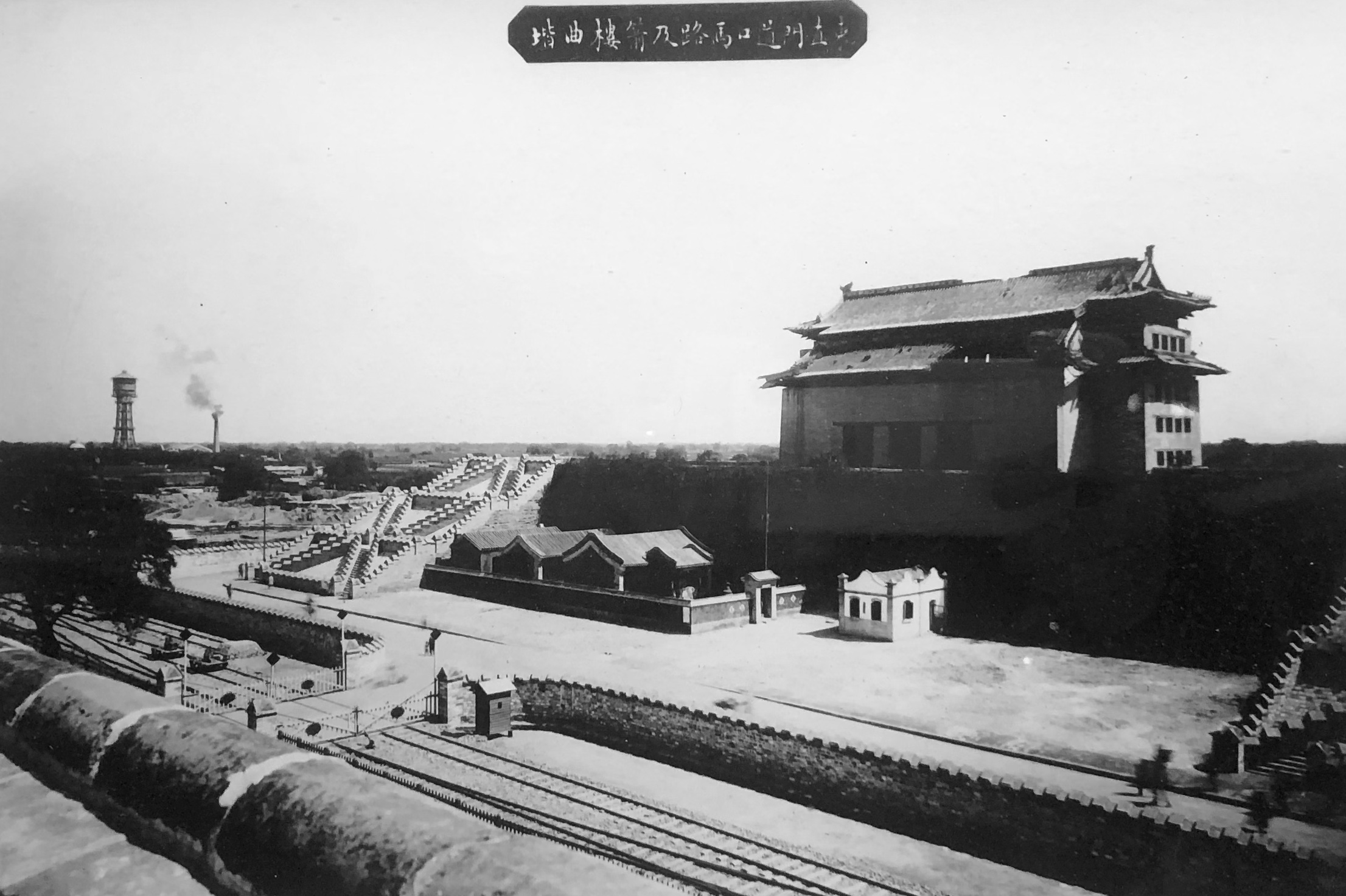
1917年东直门道口马路及建楼曲堦

东直门，是中国北京位于紫禁城东北方的一座城门，中华人民共和国成立后由于市政规划被拆除。目前为北京东城区一处地标，也是北京著名的商业区、交通枢纽。东直门站是北京地铁2号线、13号线和首都机场线的交汇站。

## 概覽
历史上的北京东直门城楼面阔五间（通宽31.5米），进深三间（15.3米），城楼为两层，连同城台通高34米。重檐歇山顶，灰筒瓦绿琉璃剪边。箭楼与正阳门箭楼形状相似，但尺寸略小。瓮城为元朝末年所修，因为当时崇仁门为东垣正中城门，因此瓮城几乎为正方形，南北宽68米，东西深62米，南面辟闸楼、券门。东直门关帝庙在瓮城东北角，南向。东直门瓮城尺寸在北京内城各门中是最小的，因此门内关帝庙也没有关羽塑像，而是用木制神主代替。老北京民间谚语中有“九门十座庙，一座无神道”之语，即指东直门关帝庙。

## 历史
原址為元大都崇仁門。永樂十七年取「東方盛德屬木、為春」和「直東方也，春也」之意，改為現名。。东直門是多走运木料的車。1915年修建环城铁路时拆毁东直门瓮城和闸楼，1930年拆除东直门箭楼。1958年拆除箭楼城台。1965年拆除东直门城楼。如今东直门地区建有北京地铁东直门站。
东直门的镇门之宝为门外之铁塔，铁塔内供奉有一座石雕的药王爷像。